# Stele
Stele je priimek več znanih Slovencev:
- France Stele (1855—1924), glasbenik, zborovodja, organizator, prosvetni delavec, zbiralec ljudskih pesmi
- France Stele (1886—1972), umetnostni zgodovinar, univ. profesor, akademik
- France Stele (1934—2011), novinar, urednik, fotograf
- France Stele (*1955), fotograf
- Jaka Stele (*1966), generalni direktor slovenske podružnice korporacije Microsoft
- Janko Stele (1899—1976), svečar, lectar (drug = železničar in čebelar, u. 1980)
- Marijan Stele, turistični delavec
- Melita Pivec Stele (1894—1973), knjižničarka in zgodovinarka
- Melita Stele Možina (1929—1987), umetnostna zgodovinarka, kustosinja
- Zvezdana Stele, pevka (Pepel in kri)